# Gebhard Mehring
Gebhard Mehring (* 26. Oktober 1864 in Vorbachzimmern, Oberamt Mergentheim; † 10. Oktober 1931 in Stuttgart) war ein deutscher Archivar und württembergischer Landeshistoriker.

## Leben und Wirken
Nach der Promotion 1889 in Tübingen zum Dr. phil. trat Mehring 1894 als wissenschaftlicher Hilfsarbeiter in die Dienste der Württembergischen Kommission für Landesgeschichte. 1901 wechselte er in den Archivdienst, wurde dort aber nur schleppend befördert (erst 1929 wurde er Oberregierungsrat).
Mehring legte zahlreiche Editionen und quellenkundliche Beiträge vor allem zur mittelalterlichen Geschichte Württembergs vor. Gemeinsam mit dem Bibliothekar Karl Steiff (1846–1914) gab er die Geschichtlichen Lieder und Sprüche Württembergs heraus (1915 vollendet). 
Mehring konzipierte ein Gesamtinventar der Überlieferung in den württembergischen Staatsarchiven, von dem die „Württembergischen Regesten“ realisiert wurden.
Sein Nachlass im Hauptstaatsarchiv Stuttgart enthält zahlreiche Auszüge aus im Zweiten Weltkrieg vernichteten Archivalien.

## Werke (Auswahl)
- Badenfahrt, Kohlhammer, Stuttgart 1914 (Digitalisat).
- Schriftproben aus Urbaren und Lagerbüchern des 14.-16. Jh. im Württ. Staatsarchiv, Silberburg, Stuttgart 1928.
- Beiträge zur Geschichte von Neuenbürg. In: Besondere Beilage des Staats-Anzeigers für Württemberg, Nr. 8, 31. August 1929, S. 209–221.
- Schrift und Schrifttum, Silberburg, Stuttgart 1931.